# التنمية الصناعية في باكستان
المصانع والأشياء التي تصنعها الآلات تسمى كلها الصناعة.  تشير الصناعة إلى تصنيع المواد الخام بالآلة ، والتي تستخدم في الحياة اليومية للإنسان ، وهناك ثلاثة أنواع من فوائد المصانع.  من ناحية ، فهي تلبي احتياجات الإنسان.  والثاني هو إضافة راحة الإنسان.  وثالثًا ، يمكن صنع الأشياء بسهولة وسرعة.  الصناعات المختلفة تعمل معًا.  مما يجعل صنع الأشياء أقل تكلفة.  في الوقت الحاضر ، يتزايد إنتاج السلع الصناعية بشكل كبير.

## التنمية الوطنية
أثناء التقسيم حصلت باكستان على تلك المناطق.  التي كانت أكثر تخلفًا صناعيًا.  كان الهندوس من كبار الصناعيين والرأسماليين.  حيث لم يتم إنشاء المصانع في المناطق ذات الأغلبية المسلمة.  عندما كانت جميع المواد الخام متوفرة هناك بأسعار رخيصة.  ومع ذلك ، تم إبعاد هذه المناطق عن الصناعة.
في شرق البنغال ، كان إنتاج بوتسون 50٪ من إجمالي إنتاج العالم ، ومع ذلك ، لم يتم إنشاء مصنع واحد بوتسون هناك.  من ناحية أخرى ، في البنغال الغربية ، كان هناك أكثر من مائة مصنع بوتسون تعمل على كأس نهر هوغلي.
نما القطن في غرب البنجاب.  ومع ذلك ، تم إنشاء مصانع النسيج في مومباي و أحمد آباد ، في وقت الاستقلال باكستان كان هناك قطن و سكر وما مجموعه سبعة مصانع للأسمنت.  لذلك ، بدأت باكستان تنميتها الصناعية على أساس أضعف.
أدركت الحكومة الباكستانية أن البلاد كانت متخلفة صناعيًا.  لذلك ، تم بذل جهود خاصة لإنشاء نظام صناعي قوي.  تم الإعلان عن سياسة صناعية عام 1948 شجعت القطاع الخاص.  في عام 1972 ، أممت الحكومة عشرة أنواع من المصانع.  في ذلك الوقت ، خلقت إجراءات الحكومة حالة من عدم اليقين في القطاع الخاص.  يتردد الرأسماليون الآن في الاستثمار في الصناعة.  جعلت الحكومة اللاحقة المصانع التي تسيطر عليها الدولة خاصة بنفس الطريقة.  كما مهد القطاع الخاص الطريق لإنشاء مصانع جديدة والاستثمار فيها.  كما يستثمر المستثمرون في القطاعات الصناعية في باكستان.

## الصناعات
تنقسم الصناعات في باكستان إلى الفئات التالية
- (1) الصناعات المحلية والصغيرة
- (2) الصناعات الكبيرة
- (3) الصناعات الدفاعية

## الصناعات المنزلية الصغيرة
الصناعات الصغيرة والمنزلية مهمة للغاية.  لأنهم يوفرون فرص عمل على المستوى المحلي.  تكلفة إنشاء أقل.  والهيكل الإداري صغير أيضًا.  عندما ينصب التركيز على الصناعات الصغيرة والمنزلية ، ستقل الهجرة البشرية من الريف إلى المدينة.  هناك أنواع كثيرة يصعب قولها.  تلعب الصناعات الصغيرة والمنزلية دورًا مهمًا في باكستان.  الآلاف من الناس يعملون فيها.  مما يقوي البلاد اقتصاد.
هناك صناعات صغيرة وأكواخ في باكستان
(1) بطانية صنع المصنع:
- باكستان لديها مواد أولية لصنع البطانيات.  هناك العديد من مصانع البطانيات في أجزاء مختلفة من البلاد.  وهي تقع في مدن البنجاب لاهور ، شيخوبورا ، فيصل آباد ، مولتان و جانغ.

في السندية تسمى البطانية سجادة.  تشمل مدن السند ياكماباد ، سوكور ، خيربور ، ميربور خاس ، عمركوت ، ثارباركار ، حيدر أباد ومقرها في كراتشي.
تصنع البطانيات على نطاق واسع في العاصمة خيبر بختونخوا ، بيشاور.  إنه عمل تجاري كبير محليًا.
وبالمثل ، هناك صناعات لتصنيع البطانيات في كويتا ، المدينة الرئيسية في بلوشستان.  بطانيات جميلة جدا وجميلة مصنوعة في باكستان.  التي تحظى بشعبية كبيرة في البلد البني.  يتم جني الأموال من خلال هذه الصناعة العليا.  البطانيات مصنوعة من هذا الخيط الصناعي.
(2) بصمة قطن:
- هي صناعة مهمة وكبرى في الصناعات المحلية الصغيرة.  ويشمل أيضًا خياطة اليد.  تنتشر شبكتها في كل جزء من السند والبنجاب.  يبلغ عدد الخياطة اليدوية عشرات الملايين ، وتعد هذه الصناعة مصدرًا رئيسيًا للعمالة المحلية ،حيث تصنع سوتري السترات الجميلة والملاءات وأغطية الأسرة وسوتري لونجي وما إلى ذلك.  في البنجاب تقع في فيصل آباد ، ملتان ، لاهور ، جوجرانوالا ، سرجودا و سيالكوت ، وفي السند حيدر أباد ، سكور ، جاكيم آباد ، كشمور و غوتكي.

(3) مصنع صناعة الجلود:
- صناعة الجلود صناعة مهمة في باكستان.  تُصنع الأحذية الطويلة وحقائب السفر والمزهريات وحقائب اليد والسلع الجلدية الأخرى في أجزاء مختلفة من البلاد.

السلع الجلدية كراتشي وحيدر أباد (السند) ولاهور وسيالكوت وغوجرانوالا وشيخوبورا ومولتان (البنجاب)
صنع في بيشاور و سوات (خيبر بختونخوا).
هناك أيضا مدابغ في بلوشستان.  تضم هذه الصناعة عددًا كبيرًا من العمال.
(4) المعدات الرياضية:
- المواد الخام لجميع أنواع السلع الرياضية هي مربى شائع في باكستان.  يتطلب تصنيع السلع الرياضية نوعًا ناعمًا من الخشب والجلد.  يتم تصنيع السلع الرياضية على نطاق واسع في لاهور و سيالكوت.  تكسب باكستان العملات الأجنبية عن طريق بيع هذه السلع.

تحظى المقاعد الهوكي الباكستانية الصنع و الكريكيت و الكرة و كرة القدم والمضارب بشعبية كبيرة في البلدان الأجنبية.
(5) أدوات المائدة أو أدوات القطع:
- تشتمل أدوات المائدة على أكواب ومقص وملاعق و سكين وما إلى ذلك.  Wazirabad و Sialkot و Gujranwala و غوجارات ولاهور يصنعون أدوات مائدة مختلفة.  يتم كسب المال عن طريق صنع وبيع أدوات المائدة وفقًا لمعايير الدول الأجنبية.

(6) أعمال الخياطة والخياطة:
- تعتبر أعمال الخياطة والخياطة مصدر قيمة ومكانة كبيرة لباكستان.  هذا فن شعبي في باكستان.  مراسي الزهور المصنوعة من خيوط الحرير تحظى بشعبية كبيرة.  الأمر الذي يجذب الناس إليه.

كانت الخياطة ممارسة شائعة في السند منذ العصور القديمة.
اعتادت أوروبا ودول الخليج القدوم عبر السند لتجارة البضائع المخيطة.
هذا العمل السند ، بلوشستان ، البنجاب ، خيبر بختونخوا ،
يحدث في مدن مختلفة من جيلجيت بالتستان و كشمير.
في السند وبلوشستان ، تُصنع القبعات عن طريق نسج قطع صغيرة من الطحالب على القماش بخيوط الحرير ، وتستخدم القبعات على نطاق واسع.  هذا الفن يسمى الفن السندية والبلوشية.  المراكز الرئيسية لهذا الفن هي لاركانا ، دادو ، شيكاربور ، نوابشة و خوزدار.  هذه مهارة خاصة لعائلات بلوشستان والسند.
يعمل «سالمي ستار» في المدن الرئيسية في السند والبنجاب.  غرز الأزهار ، غرز الجلد من الذهب
تشمل مدن خيبر باختونخوا بيشاور ، ديرا إسماعيل خان ، كوهات و نوشيرا.

## الصناعات الكبيرة
في الصناعات الكبيرة ، تحسب المصانع السفلية.
(1) مصانع النسيج:
صناعة النسيج هي العمود الفقري للاقتصاد الباكستاني.  تنتج هذه المصانع أفضل أنواع الأقمشة.  باكستان مكتفية ذاتيا في القماش القطني.  يتم جني ملايين الروبيات كل عام من بيع هذه الملابس في الخارج.  المراكز الخاصة لصناعة النسيج هي فيصل أباد ولاهور ومولتان (البنجاب) وكراتشي وحيدر أباد (السند).  يحدث في بيشاور وديرا إسماعيل خان ونوشيرا وبانو وهاريبور وسوات (خيبر باختونخوا) وأثال وكويتا (بلوشستان).
يوجد أكثر من 500 مصنع صناعي في باكستان.  حيث تم اختراع 3 مصانع فقط وقت الاستقلال عام 1947.
كما توجد مصانع صوفية في باكستان.  لكن القطن لا يضاهي مصانع النسيج.  السبب الرئيسي هو أنه يتم الحصول على الجودة المنخفضة في باكستان منه.  يتم استخدامه لصنع المزيد من الصوف أو البطانيات.  توجد مصانع الصوف الرئيسية في كراتشي (السند) ، ولورنسبور (روالبندي) ، ولاهور ، وقويد أباد (البنجاب) ، وهارناي (بلوشستان) ، وبانو (خيبر باختونخوا).  حيث تُصنع البطانيات والأقمشة الصوفية من جزيئات الصوف.  يوجد حاليًا 70 مصنعًا للصوف في باكستان.  تنتج مصانع لورنسبور وكراتشي أقمشة صوفية عالية الجودة.
هناك أيضا صناعات الحرير في باكستان.  هناك نوعان من الحرير المستخدم في صناعة الأقمشة الحريرية.  حرير طبيعي.  يتم الحصول عليها من ديدان القز.  والثاني هو حرير حتثرادو الذي يسمى بالحرير الصناعي أو الصناعي.  حيث أن الحرير الطبيعي غالي الثمن وغير موجود.  لهذا السبب يحب الناس الأقمشة الحريرية الاصطناعية أو الاصطناعية.  مصنع حرير صناعي يعمل في كارب كالا شاه كاكو ، لاهور.  الحرير الصناعي يسمى رايون.  يتم استيراد خيوط الحرير والحرير الخام من البلدان البنية.  تعد كراتشي مركزًا رئيسيًا لصناعة الحرير.  إلى جانب ذلك ، تم إنشاء مصانع الحرير في فيصل أباد ولاهور ومولتان وجوجرانوالا وبيشاور وسوات وسوكور وحيدر أباد وغوتكي.
(2) مصنع صيني:
صناعة السكر لها أهمية كبيرة في باكستان.  في عام 1947 ، تم إنشاء مصنعين للسكر ، أحدهما في كارب راهوالي في جوجرانوالا والآخر في تاخت باي في إقليم خيبر بختونخوا.  السكر مصنوع من قصب السكر.  والتي يتم إنتاجها على نطاق واسع في البنجاب ، السند ، خيبر بختونخوا.  وفقا للإحصاءات ، هناك 78 مصنعا للسكر في الدولة.  (40 في البنجاب ، 32 في السند ، 6 في خيبر باختونخوا) تبلغ الطاقة الإنتاجية لجميع هذه المصانع 5 ملايين طن.  لا تتمتع باكستان بالاكتفاء الذاتي من السكر فحسب ، بل تبيعه أيضًا إلى دول أجنبية.  منهم
كسب الدخل.  السكر المصنوع في باكستان عالي الجودة.
(3) مصنع الأسمنت:
يستخدم الجبس في صناعة الأسمنت.  لحسن الحظ ، يوجد في باكستان رواسب كبيرة من حجر تشن والجبس.  لهذا السبب تم إنشاء العديد من مصانع الأسمنت في القطاع العام أو الخاص.  إنهم يعملون بموجب اللوائح الإدارية لشركة الأسمنت الحكومية الباكستانية (PSCC).
مصانع الأسمنت تعمل في المناطق السفلى من باكستان.
- - الإقليم الاتحادي = إسلام أباد
  - البنجاب = داندوات ، واه ، داود خيل ، روالبندي ، ديرا غازي خان
  - السند = كراتشي ، حيدر أباد ، ثاتا ، نوري آباد و روهري.
  - خيبر بختونخوا = كوهات وهاريبور ونوشيرو
  - بلوشستان = دروزة و جاداني

يكاد يكون إنتاج الأسمنت في باكستان مكتفيًا ذاتيًا.  في عام 1947 ، كان هناك مصنع واحد فقط للأسمنت.  يوجد حاليا 25 مصنعا للأسمنت في الدولة.  منها 21 مصنعا في القطاع الخاص و 4 مصانع في القطاع العام.  تبلغ طاقة هذه المصانع 17.7 مليون طن.
(4) معمل الأسمدة الكيماوية:
يتم تلبية حاجة البلاد من الأسمدة الكيماوية من خلال الأسمدة المصنوعة في المصانع هنا.
الأسمدة الكيماوية ضرورية للإنتاج الأمثل.  تنتج هذه المصانع أنواعًا مختلفة من الأسمدة ، والأسمدة الكيماوية أكثر من المطلوب في باكستان.  لذلك ، يتم إرسال الأسمدة المتبقية إلى دول أجنبية.  مصانع الأسمدة الكيماوية في السند ضركي و ميربور ماثلو ، و البنجاب في شيخوبورا ، صادق آباد ، رحيم يار خان ، ملتان و فيصل أباد و جوجرانوالا.  تقع مصانع الأسمدة في مدينة هاريبور في خيبر بختونخوا.  طاقتها الإنتاجية 5.6 مليون طن.

## الصناعات الدفاعية
تشمل الصناعات الدفاعية مصانع الحديد والصلب والمجمعات الميكانيكية الثقيلة ومصانع بناء السفن.
فيما يلي المعلومات الضرورية لهم.
(1) مصنع الحديد والصلب:
تعتمد مصانع الحديد و الصلب على خام الحديد.  يتم الحصول على الحديد الزهر من كالا باغ وماكاروال (البنجاب) ولانجاريال (خيبر باختونخوا) وخوزدار و زيارات وشال غازي و نوك كوندي (بلوشستان).  وجد خام الحديد هناك أقل من احتياجات البلاد.  لهذا السبب تم نقله إلى الخارج.  تقع مصانع الحديد والصلب الكبيرة في كراتشي وتاكسيلا.  والتي تم ذكرها بإيجاز أدناه.
(أ) مصنع الصلب الباكستاني ، كراتشي:
تم إنشاء المطاحن بالقرب من ميناء بن قاسم ، على بعد 40 كم من كراتشي.  بدأ العمل في المصنع عام 1973 بمساعدة روسيا ، وينتج الحديد الخام ، وصفائح الحديد ، وأسلاك الفحم ، وأكثر من ذلك.  الآلاف من الناس يعملون في هذا الطاحونة.  كم من البلاد تم إنقاذها من تشكيل هذه المطحنة.
(ب) مجمع ميكانيكي ثقيل ، تاكسيلا:
تم إنشاء المجمع الميكانيكي الثقيل في عام 1968 في تاكسيلا ، مقاطعة خيبر بختونخوا بالتعاون مع الصين.  يتم هنا تصنيع الآلات والشاحنات وقطع غيار محرك السكك الحديدية ومصانع السكر والأسمنت والمنسوجات والأسمدة.  انخفضت واردات الصلب والآلات بشكل حاد منذ بدء تشغيل مجمع تاكسيلا.  بالإضافة إلى ذلك ، لا يلزم استيراد مجموعة متنوعة من الآلات والأدوات الإضافية ويتم حفظ الخزانة.
(2) حوض بناء السفن والأشغال الهندسية في كراتشي:
تأسس حوض بناء السفن والأشغال الهندسية في كراتشي في عام 1956.  حيث بدأ بناء أنواع مختلفة من السفن.  تتم هنا أيضًا أعمال إصلاح السفن.  بالإضافة إلى بناء السفن ، يتم إصلاح أساطيل الصيد وحطام السفن والسفن من البلدان الأخرى.  تطورت صناعة بناء السفن في باكستان بشكل جيد للغاية.
(3) الأسلحة وصناعة المعدات العسكرية:
يقع مصنع الأسلحة في واه قرب إسلام أباد.  يتم تصنيع معدات الدفاع الجوي في هافيليان ، مقاطعة كي بي ، وكامرا ، البنجاب.  يتم تصنيع ماكينات الدفاع في مصنع للأدوات الآلية يقع في لاندي كراتشي.  كما يتم تصنيع الصواريخ في باكستان.  تتمتع باكستان بالاكتفاء الذاتي في صنع أسلحة وذخائر رسمية أو حديثة.